# 도계중학교 (경남)
도계중학교(道溪中學校)는 대한민국 경상남도 창원시 의창구 도계동에 있는 공립 중학교이다.

## 학교 연혁
- 2009년 3월 1일 : 개교
- 2009년 3월 3일 : 신입생 입학식(373명)
- 2010년 2월 22일 : 교과교실제 정책 연구학교 지정 운영[2010.03.01.~2013.02.28(3년간)]
- 2012년 2월 10일 : 제1회 졸업식(379명)
- 2012년 4월 15일 : 창의경영 예술교육선도학교 지정[2012.03.01~2015.02.28(3년간)]
- 2017년 3월 1일 : 2017. 교육실습 협력학교 및 행복맞이학교 지정
- 2021년 3월 1일 : 교육실습 협력학교, 대안(꿈키움)교실, 여학생체육활성화 운영 등
- 2022년 3월 2일 : 행복한 책 읽기, 예술교육 활성화, 학생 맞춤형 진로 체험 운영 등
- 2023년 1월 3일 : 제12회 졸업식(282명, 누계 3,429명)
- 2023년 3월 1일 : 제8대 육길석 교장 취임
- 2023년 3월 2일 : 제15회 신입생 입학식(260명)

## 참고 자료
- 도계중학교 - 한국교육학술정보원 학교알리미